# Bellenot-sous-Pouilly
Bellenot-sous-Pouilly är en kommun i departementet Côte-d'Or i regionen Bourgogne-Franche-Comté i östra Frankrike. Kommunen ligger i kantonen Pouilly-en-Auxois som tillhör arrondissementet Beaune. År 2022 hade Bellenot-sous-Pouilly 230 invånare.

## Befolkningsutveckling
Antalet invånare i kommunen Bellenot-sous-Pouilly
Referens:INSEE